# Pilote (cimentación)

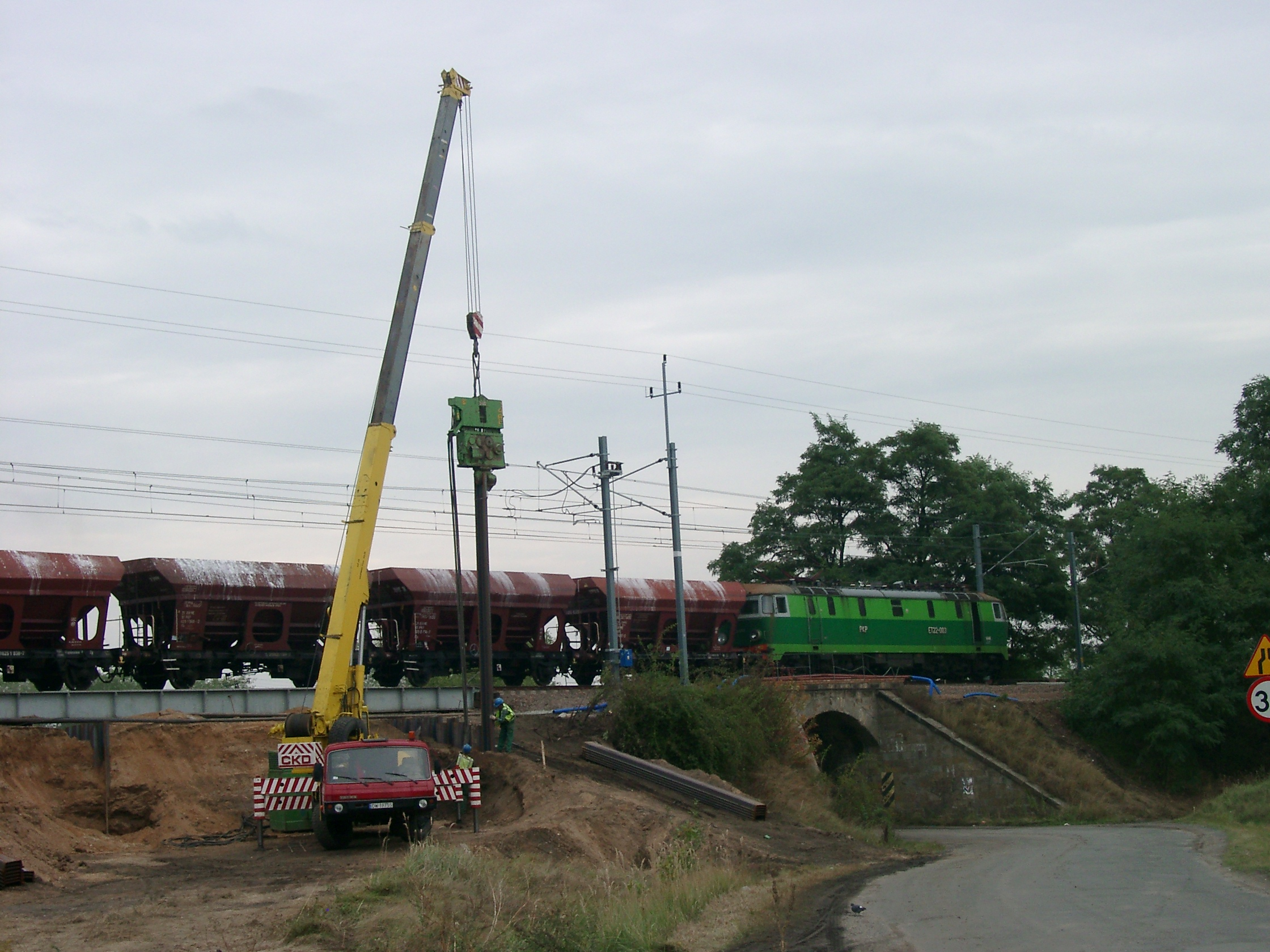
Hincado de pilotes en la modernización de vías férreas en Chojnów, Polonia.

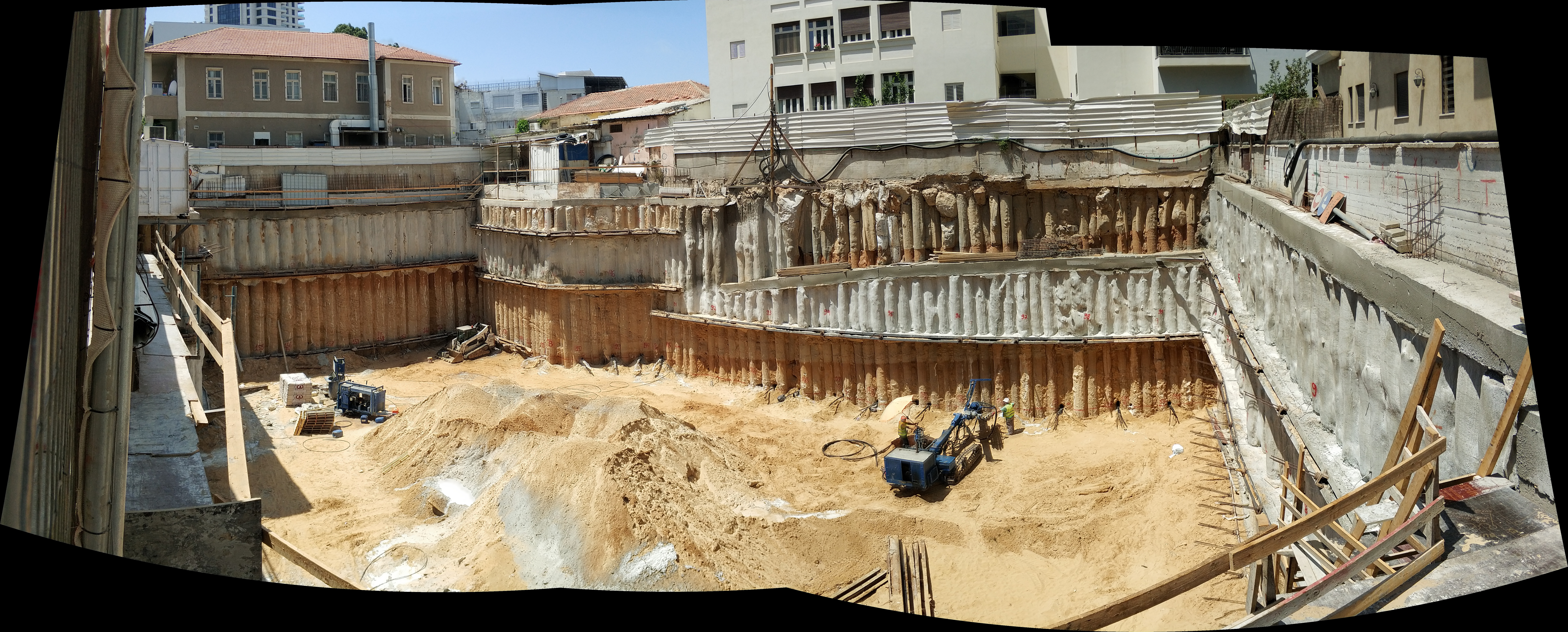

Se denomina pilote a un elemento constructivo utilizado para cimentación de obras, que permite trasladar las cargas hasta un estrato resistente del suelo, cuando este se encuentra a una profundidad tal que hace inviable, técnica o económicamente, una cimentación más convencional mediante zapatas o losas.
Tiene forma de columna colocada en vertical en el interior del terreno sobre la que se apoya el elemento que le trasmite las cargas (pilar, encepado, losa...) y que trasmite la carga al terreno por rozamiento del fuste con el terreno, apoyando la punta en capas más resistentes o por ambos métodos a la vez.

## Tipos de pilotes

### Primeros pilotes
Es el tipo de pilote más antiguo, normalmente de madera, y se inventó para hacer cimentaciones en zonas con suelo húmedo, con el nivel freático alto o inundadas. Eran de madera, troncos sencillamente descortezados y su capacidad portante se destacaba bien llegando a una capa del terreno suficientemente resistente, o bien, por rozamiento del pilote con el terreno. Un ejemplo conocido es la ciudad de Tenochtitlan, parte de la actual Ciudad de México, edificada sobre el lecho del lago Texcoco.

### Pilotes de sustitución

Proceso de ejecución de un pilote in situ.

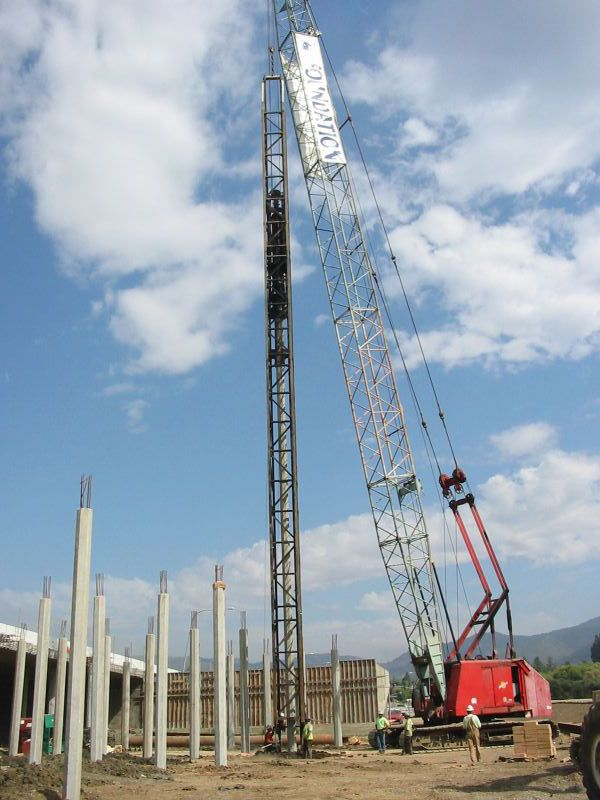
Hincado de pilotes para un puente en Estados Unidos.

La denominación se aplica cuando el método constructivo consiste en realizar una perforación en el suelo a la cual, una vez terminada, se le colocará un armado en su interior y posteriormente se rellenará con hormigón.
En ocasiones, el material en el que se está cimentando, es un suelo friccionante (como son arenas, materiales gruesos y limos, los cuales pueden ser considerados como materiales friccionantes ya que al poseer una estructura cohesiva tan frágil, cualquier movimiento como el que produce la broca o útil al perforar o la simple presencia de agua en el suelo entre otros, hace que se rompa dicha cohesión y el material trabaje como un suelo friccionante); es por ello que se presentan desmoronamientos en el interior de las paredes de la perforación. A este fenómeno se le denomina «caídos», y por ello se recurre a diversos métodos para evitar que se presente.
Por la forma de ejecución del vaciado, se distinguen básicamente dos tipos de pilotes: los de extracción y los de desplazamiento. Un pilote de extracción se realiza extrayendo el terreno, mientras que el de desplazamiento se ejecuta compactándolo. En ambos casos se utilizan diferentes técnicas para mantener la estabilidad de las paredes de la excavación.
Los tipos de pilotes in situ está recogidos en las Normas Tecnológicas de la Edificación.

#### Pilotein situde desplazamiento con azuche
Usualmente como pilotaje de poca profundidad trabajando por punta, apoyado en roca o capas duras (estrato firme) de terreno, después de atravesar capas blandas. También como pilotaje trabajando por fuste y punta en terrenos granulares medios o flojos, o en terrenos de capas alternadas coherentes y granulares de alguna consistencia

#### Pilotein situde extracción con entubación recuperable
Este tipo de pilote se ejecuta excavando el terreno y utilizando una camisa (tubo metálico a modo de encofrado), que evita que se derrumbe la excavación. Una vez completado el vaciado, y según se va hormigonando el pilote, se va retirando gradualmente la camisa, que puede ser reutilizada nuevamente.
Usualmente como pilotaje de poca profundidad trabajando por punta, apoyado en roca. También como pilotaje trabajando por fuste en terreno coherente de consistencia firme, prácticamente homogéneo.

#### Pilotein situde extracción con camisa perdida
Se ejecuta por el mismo sistema del tipo in situ de extracción con entubación recuperable, con la diferencia de que la camisa metálica no se extrae, sino que queda unida definitivamente al pilote.
Usualmente como pilotaje trabajando por punta apoyado en roca o capas duras de terreno y siempre que se atraviesen capas de terreno incoherente fino en presencia de agua, o exista flujo de agua y en algunos casos con capas de terreno coherente blando; cuando existan capas agresivas al hormigón fresco. La camisa se utilizará para proteger un tramo de los pilotes expuesto a la acción de un terreno agresivo al hormigón fresco o a un flujo de agua. La longitud del tubo que constituye la camisa será tal que, suspendida desde la boca de la perforación, profundice dos diámetros por debajo de la capa peligrosa.

#### Pilotein situperforado sin entubación con lodos tixotrópicos
Es un pilote de extracción, en el que la estabilidad de la excavación se confía a la acción de lodos tixotrópicos.
Usualmente como pilotaje trabajando por punta, apoyado en roca o capas duras de terreno. Cuando se atraviesen capas blandas que se mantengan sin desprendimientos por efecto de los lodos.

#### Pilotein situbarrenado sin entubación

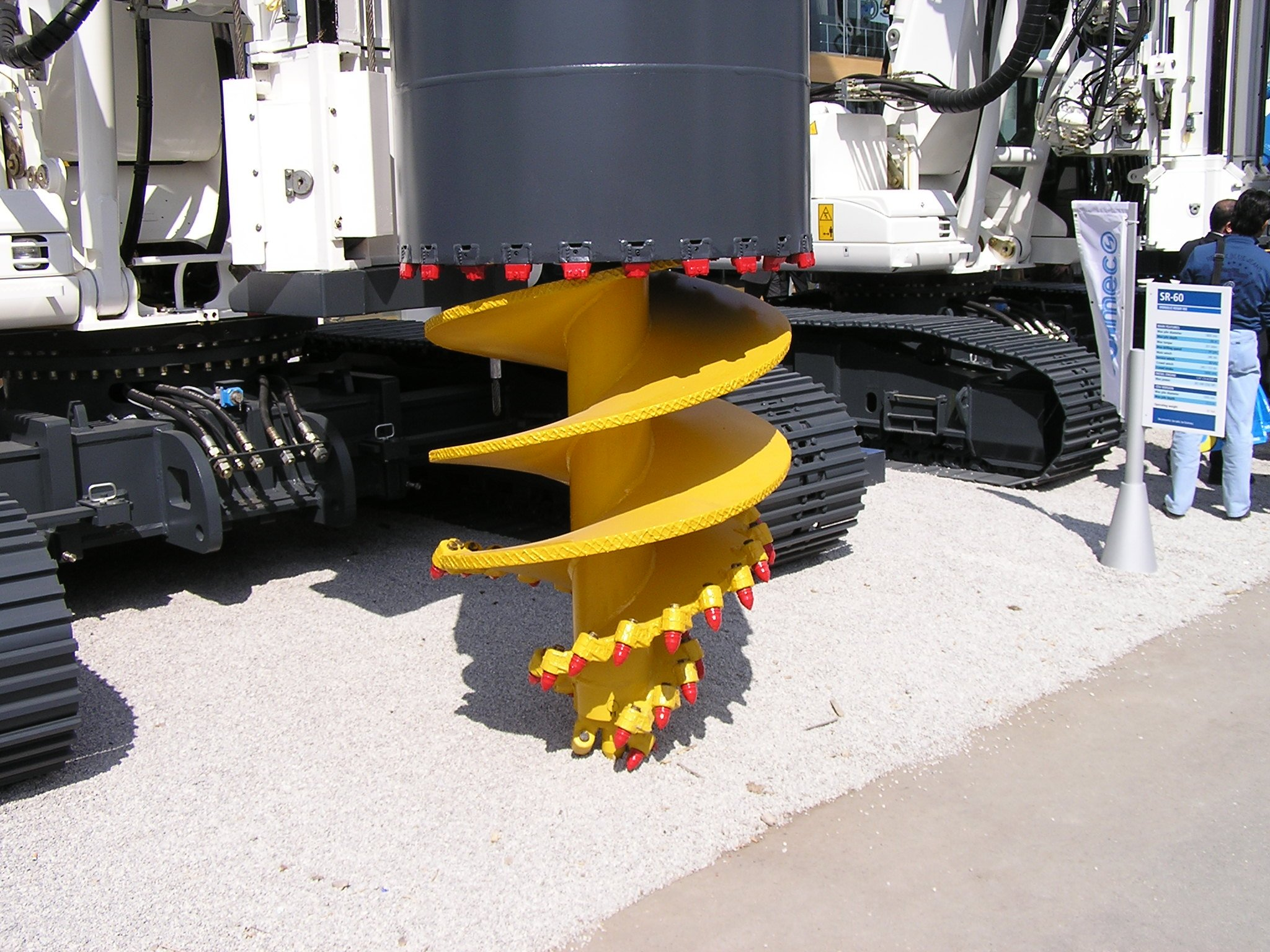
Barrena para la ejecución de pilotes.

Usualmente como pilotaje trabajando por punta, apoyado en capa de terreno coherente duro. También como pilotaje trabajando por fuste en terreno coherente de consistencia firme prácticamente homogéneo o coherente de consistencia media en el que no se produzcan desprendimientos de las paredes.

#### Pilotein situbarrenado y hormigonado por tubo central de barrena
Usualmente como pilotaje trabajando por punta, apoyado en roca o capas duras de terreno. También como pilotaje trabajando por fuste y punta en terrenos de compacidad o consistencia media, o en terrenos de capas alternadas coherentes y granulares de alguna consistencia
Se trata de pilotes por desplazamiento de las tierras por medio de una barrena continua. Posteriormente se ejecuta el hormigonado por bombeo por el tubo central existente en el interior de la barrena.
Este sistema resulta apropiado para suelos blandos e inestables y con presencia de agua. La armadura se introduce una vez perforado y hormigonado el pilote, por lo que genera el inconveniente de que debido a la densidad del hormigón, la longitud de armado no supera los 7,00-9,00 m.

### Pilotes hincados

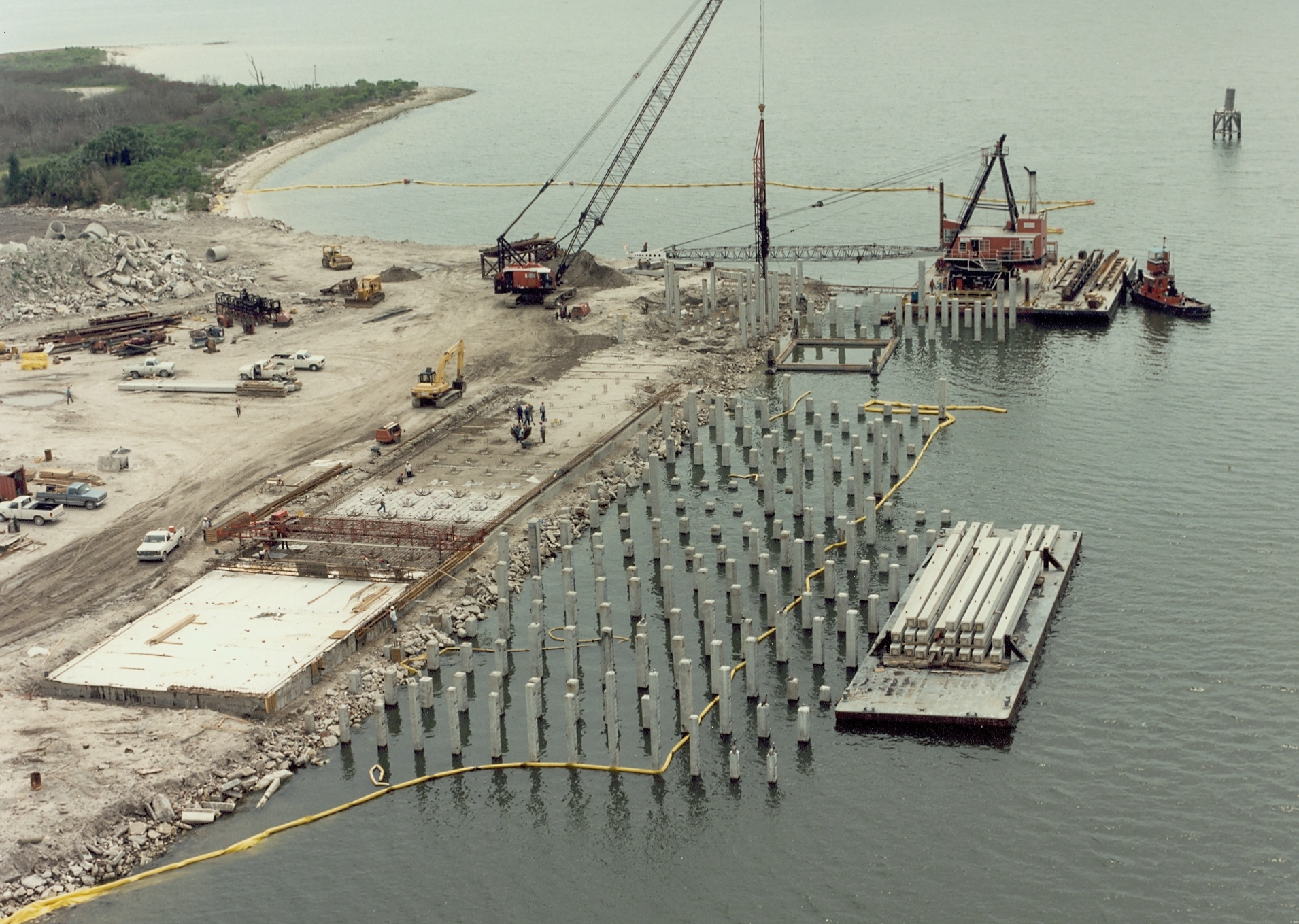
Hincado de pilotes para la construcción de un muelle en Tampa, Florida.

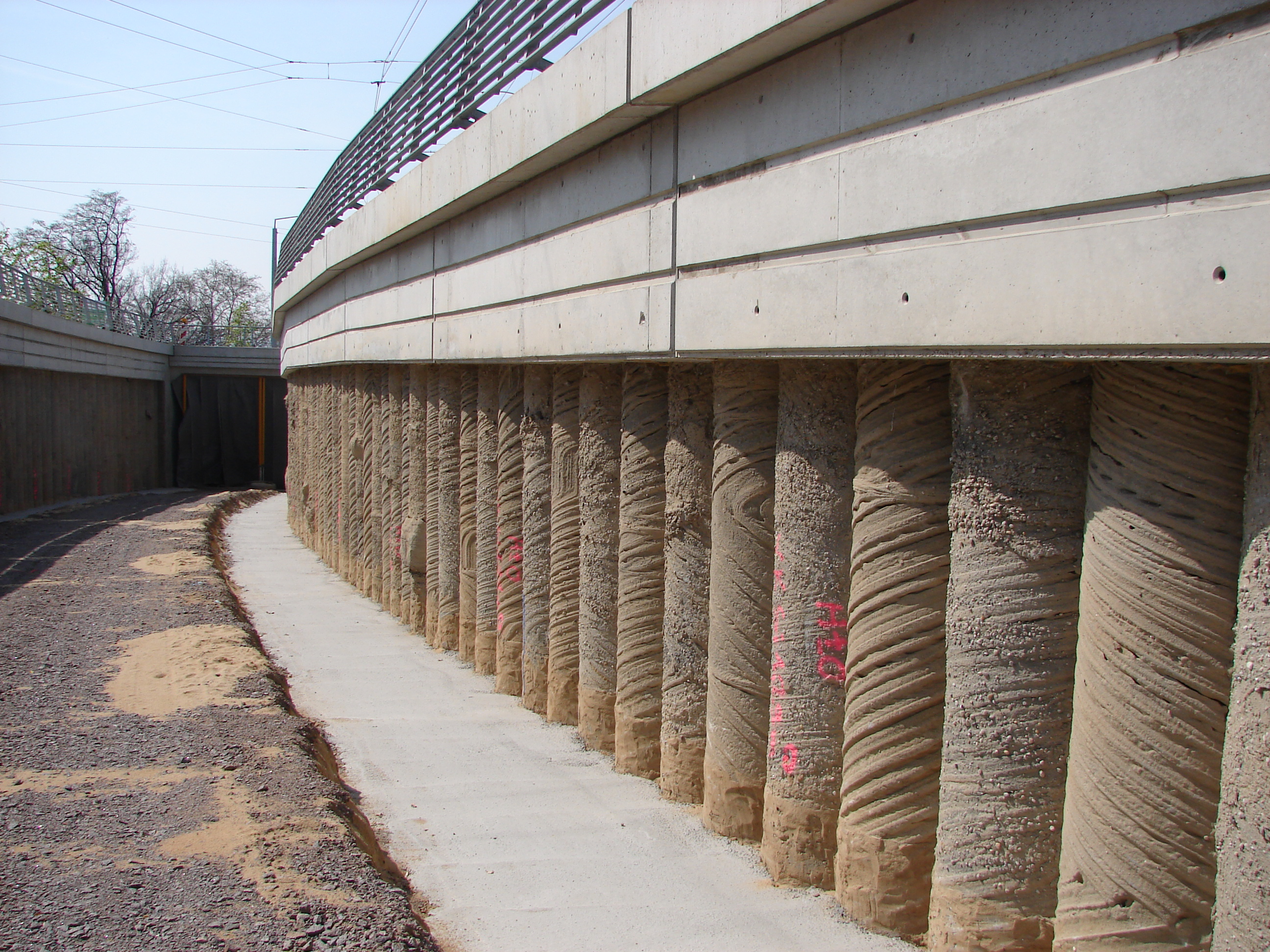
Muro de pilotes tangentes en Dresde, Alemania. Una técnica muy utilizada es crear una barrera de pilotes y luego excavar para construir muros soterrados.

Consiste en introducir elementos prefabricados de hormigón o secciones metálicas por medio de piloteadoras en el suelo.
Dichos elementos se colocan verticalmente sobre la superficie del terreno y posteriormente «hincados» en el piso a base de golpes de "martinete", esto hace que el elemento descienda, penetrando el terreno, tarea que se prolonga hasta que se alcanza la profundidad del estrato resistente y se produzca el «rechazo» del suelo en caso de ser un pilote que trabaje por «punta», o de llegar a la profundidad de diseño, en caso de ser un pilote que trabaje por «fuste» (pilote flotante).

### Pilotes prefabricados
Los pilotes prefabricados pertenecen a la categoría de cimentaciones profundas, también se los conoce por el nombre de pilotes premoldeados; pueden estar construidos con hormigón armado ordinario o con hormigón pretensado.
Los pilotes de hormigón armado convencional se utilizan para trabajar a compresión; los de hormigón pretensado funcionan bien a tracción, y sirven para tablestacas y cuando deben quedar sumergidos bajo el agua. Estos pilotes se clavan en el terreno por medio de golpes que efectúa un martinete o con una pala metálica equipada para hincada del pilote.
Su sección suele ser cuadrada y sus dimensiones normalmente son de 30 × 30 cm o 45 × 45 cm. También se construyen con secciones hexagonales en casos especiales. Están compuestos por dos armaduras: una longitudinal conon una separación de 5 cm en una longitud de un metro. La punta va reforzada con una pieza metálica especial para facilitar la hinca.

### Pilotes excéntricos
Los pilotes excéntricos son los que se ubican fuera de los ejes de las columnas y de las contratables en edificios urbanos con estructura reticular, ofreciendo ventajas sustanciales respecto de los tradicionales instalados a cielo abierto antes del desplante de la edificación, colados en sitio o prefabricados hincados a golpes de martillo y coincidentes con los ejes, lo que dicho en otras palabras significa que los pilotes excéntricos pueden instalarse después de haberse iniciado la construcción del edificio. Cuando este ya tiene algún peso se usa como lastre gratuito para dar la reacción de hincado al equipo hidráulico que es compacto, silencioso, sin vibraciones,  limpio y de mayor capacidad que la dada con golpes de martillo. 

Las ventajas sustanciales de carácter financiero a favor del propietario y de tipo ingenieril a favor de los técnicos participantes, debidas al simple cambio de ubicación de los pilotes, son las siguientes:
- Ahorro del tiempo total de construcción del edificio al eliminar del programa de obra el que correspondería a la instalación tradicional de los pilotes hecha antes del inicio de la construcción.
- Se garantiza la verticalidad de los pilotes gracias al tipo de perforación en el subsuelo, que guía la punta del pilote según la línea de la gravedad hasta llegar a la capa de apoyo.
- Los pilotes pueden ser de cualquier tipo de funcionamiento, a saber: apoyados por punta, flotantes, o de fricción negativa, según se haya decidido por el Estudio de Mecánica de Suelos.
- La totalidad de los pilotes apoyados en estrato duro se rebotan a la carga de prueba cuando la punta llega al estrato y la fricción lateral es despreciable, garantizando la inmovilidad de los pilotes bajo toda solicitación de carga y sin costo adicional para el propietario. La inmovilidad se aprovecha en casos específicos para controlar los esfuerzos y las deformaciones del conjunto «suelo-edificio-pilote», instalando mecanismos modernos a prueba de sismos muy enérgicos, tanto en obras nuevas donde han originado el concepto «construya antes, hinque después», o en edificios que ya estando en funcionamiento requieren ser recimentados sin dejar de funcionar, para recuperar la verticalidad perdida porque es riesgoso que se hayan reducido los factores de seguridad de la estructura consumidos por la inclinación, la que pone en riesgo la seguridad de los usuarios, la del propio edificio y la de las edificaciones adyacentes, así como las instalaciones públicas bajo las banquetas y también para recuperar los niveles correctos cuando aparentemente los edificios han «emergido» respecto del nivel de las banquetas en la vía pública.
- Cuando en las edificaciones se presentan problemas generados por un comportamiento distinto del subsuelo al esperado por nosotros, como sucede en las zonas lacustres sujetas a proceso de consolidación por pérdida de humedad, por sobrecarga o por el efecto nocivo de sismos de alta energía, la excentricidad de los pilotes permite en todo momento si fuere necesario o conveniente, cambiar su tipo de funcionamiento diseñado de origen.

### Micropilotes
Las diferencias principales entre un pilote convencional de hormigón in situ y un micropilote se encuentran en el proceso de ejecución y en el tamaño del elemento. Los micropilotes suelen ser usualmente metálicos de un diámetro no superior a 350 mm. Su ventaja frente a los pilotes convencionales es que los equipos necesarios para su ejecución son mucho más ligeros y permiten acceder a lugares donde las máquinas necesarias para realizar pilotes no podrían llegar. Además de esto , los micropilotes son vaciados con un proceso de inyección de concreto por medio de un tubo que va desde la parte superior hasta el fondo del micropilote , y un pilote puede ser vaciado con procesos más sencillos como introducir el concreto desde la parte superior y que por el efecto de la gravedad descienda hasta el fondo, esto se logra debido a que el diámetro del pilote es mayor y hay menos posibilidades de que el concreto se obstruya.

## Principio de funcionamiento
Los pilotes trasmiten al terreno las cargas que reciben de la estructura mediante una combinación de rozamiento lateral o resistencia por fuste y resistencia a la penetración o resistencia por punta. Ambas dependen de las características del pilote y del terreno, y la combinación idónea es el objeto del proyecto. Para un pilote circular, hormigonado in situ y apoyado cuya punta inferior está sobre un estrato de resistencia apreciable la carga de hundimiento vienen dada por:

{\displaystyle N_{u}=\mu (\pi \varnothing )\left(qH+{\frac {\gamma H^{2}}{2}}\right)+{\frac {\pi \varnothing ^{2}}{4}}\sigma _{t}}

Donde:
{\displaystyle H,\varnothing }, altura y diámetro del pilote.
{\displaystyle q\,}, sobrecarga [kN/m²] sobre la base de cimentación del pilotaje.
{\displaystyle \gamma ,\mu \,}, peso específico del terreno y coeficiente de rozamiento terreno-pilote.
{\displaystyle \sigma _{t}\,} presión admisible sobre el estrato en que se apoya la punta del pilote.
Cabe señalar que, como en todo trabajo relacionado con la ingeniería geotécnica, existe cierto grado de incertidumbre en la capacidad final de un pilote. Es por esto que buena parte de la investigación que se viene desarrollando en este campo tiene que ver con métodos que permitan hacer un control de calidad a bajo costo del pilotaje antes de aplicar las cargas. El método más obvio aunque el más costoso es hacer una prueba de carga. Como métodos alternativos podemos mencionar: pruebas de resonancia, prensa hidráulica de Osterberg, pruebas de análisis de ondas, pruebas sísmicas.
En muchos casos las teorías que permiten estimar la resistencia de fuste y la resistencia de punta son de tipo empírico. Es decir, son el resultado de un análisis estadístico del comportamiento de ciertos pilotes en determinadas condiciones de terreno. Por lo tanto, es sumamente importante conocer el origen y las condiciones bajo las cuales determinadas fórmulas de cálculo son válidas.

## Precauciones constructivas

### Colocación de hormigónin situ
La distancia mínima entre la piloteadora y la colocación del hormigón debe ser especificada. Se han realizado pruebas que muestran que las vibraciones provenientes de la piloteadora no tienen efectos contrarios sobre el hormigón fresco, y un criterio de un pilote abierto entre las operaciones de perforación y las de vaciado es considerado como satisfactorio.
La camisa, cascarón, tubo o tubería, debe ser inspeccionado justo antes a rellenarlo con hormigón y debe estar libre de material extraño y no contener más de diez centímetros de agua, a menos que se utilice el método tremie para introducir hormigón. El hormigón debe ser vertido en cada perforación o camisa sin interrupción. Si es necesario interrumpir el proceso de vertido de hormigón por un intervalo de tiempo tal que endurezca el hormigón, se deben colocar dovelas de acero en la zona superior hormigonada del pilote. Cuando el vaciado se suspende, todas la rebabas debe ser retiradas y la superficie del hormigón debe ser lavada con una lechada fluida.

### Hormigonado con el métodotremie
El método tremie, de llenado por flujo inverso, se usa para verter hormigón a través de agua, cuando la perforación queda inundada. El hormigón se carga por tolva o es bombeado, en forma continua, dentro de una tubería llamada tremie, deslizándose hacia el fondo y desplazando el agua e impurezas hacia la superficie. El fondo del tremie se debe cerrar con una válvula para prevenir que el hormigón entre en contacto con el agua. El tremie llega hasta el fondo de la perforación antes de iniciarse el vertido del hormigón. Al principio, se debe elevar algunos centímetros para iniciar el flujo del hormigón y asegurar un buen contacto entre en hormigón y el fondo de la perforación.
Como el tremie es elevado durante el vaciado, se debe mantener dentro del volumen del hormigón, evitando el contacto con el agua. Antes de retirar el tremie completamente, se debe verter suficiente hormigón para desplazar toda el agua y el hormigón diluido.
Para vaciar el agua del tremie se puede utilizar una pelota de goma o un tapón de corcho.

## Ensayos de integridad para pilotes
Además de los métodos directos (inspección visual y sondeo geotécnico), existen diversas técnicas indirectas para detectar posibles anomalías en las cimentaciones profundas (pilotes y módulos pantalla principalmente).
- Ensayo de transparencia sónica en cimentaciones profundas (sondeo sónico, ensayo sónico, cross-hole o crosshole). Detecta y localiza con precisión anomalías (deslavados, contaminación, inclusión,..., etc.). Se estudia la propagación de ultrasonidos entre parejas de tubos metálicos embebidos en el hormigón introduciendo en ellos unas sondas.
- Ensayo de eco (martillo convencional). Permite evaluar la longitud del elemento por la medida del tiempo transcurrido entre un impacto y su reflexión. Se coloca en cabeza un acelerómetro y se la golpea con un martillo convencional. Requiere golpear sobre hormigón sano.
- Ensayo de impedancia mecánica en cimentaciones profundas (martillo con sensor de fuerza). Además de la longitud, mediante la medida del impacto y de la respuesta vibratoria, valora la interacción con el terreno y los cambios de sección y/o de calidad del material. Se coloca en cabeza un geófono y se golpea con un martillo instrumentado. Requiere golpear sobre hormigón sano y alisado.

## Reparación de pilotes
En algunos casos se producen problemas en los pilotes por corrosión o por causas estructurales. En ocasiones, pueden repararse mediante un encamisado, utilizando una cimbra con la forma del pilote pero con un diámetro mayor. En el espacio que queda se puede instalar varillas para reforzar la estructura y posteriormente verter mortero. En el caso de ser reparaciones submarinas, existen morteros especiales de alta densidad que no se disgregan.